# ديميتري كامينوفيتش
ديميتري كامينوفيتش (مواليد 16 يوليو 2000) هو لاعب كرة قدم صربي يلعب كمدافع في نادي لاتسيو.